# Girolamo Casio

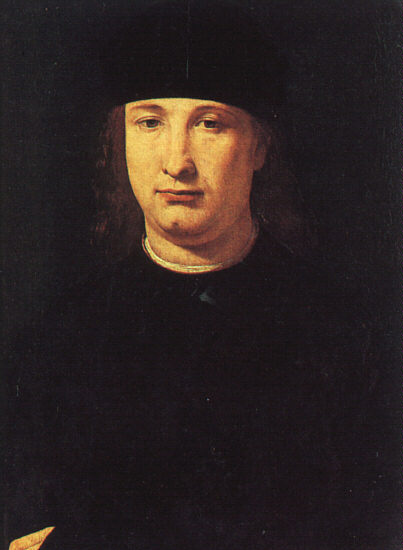
Retrato por Boltraffio (1490-1500).

Girolamo Casio fue un poeta del renacimiento italiano, que vivió entre finales del siglo XV y comienzos del XVI.
Era hijo de Marfioni di Pandolfi y nació en la localidad de Casio, un castello en el territorio de Bolonia. Se enriqueció como mercader y orfebre, y a pesar de su origen plebeyo desarrolló una gran ambición política, entrando al servicio de los Bentivoglio, los Gonzaga, los Este (sirviendo de intermediario a Isabel de Este con los artistas boloñeses) y los Médici (llegó a añadir el apellido de éstos al suyo, haciéndose llamar Girolamo Casio de' Medici). Su modesto papel en la vida política italiana fue exagerado por él mismo en sus propios escritos, aunque en Bolonia nunca se le llegó a considerar patricio o noble como él pretendía, aduciendo para ello ciertos breves papales.

Visse il Casio mercante e zoliero
Et con Apol' hebbe su mente unita
A Terra Santa andò, scrisse la Vita
Di Christo, hor qui è Poeta e Cavalero
Cronica, 1528

Su obra poética, de escasa calidad, pero premiada con la corona de laurel por el papa (según unas fuentes León X, según otras Clemente VII en 1523) se publicó en tres pequeños volúmenes en Bolonia en los años 1520. Uno de poesía religiosa, con una Vida y Muerte de Cristo imitación de Petrarca y una colección de poemas en honor de los santos, alcanzó cierta repercusión al ser utilizada como fuente iconográfica por varios pintores de la Escuela Boloñesa. El segundo, un poema heroico en octava rima: Bellona, dedicado a Ercole Gonzaga. El tercero, el más conocido: Cronica, que incluye un conjunto de epitafios (dedicados a sus contemporáneos y uno a él mismo), sonetos de amor (denominados La Gonzaga) y poemas en honor del papa Clemente VII (Clementina).
Está muy presente en la pintura de la época: fue retratado varias veces por Giovanni Antonio Boltraffio y encargó al mismo autor una sacra conversazione donde aparece como comitente, junto a su hijo Giacomo, denominada Pala Casio. En la Pala Bentivoglio de Francesco Francia (1498), aparece representado como pastor, mientras que el pintor, buen amigo suyo, está representado como San Francisco.

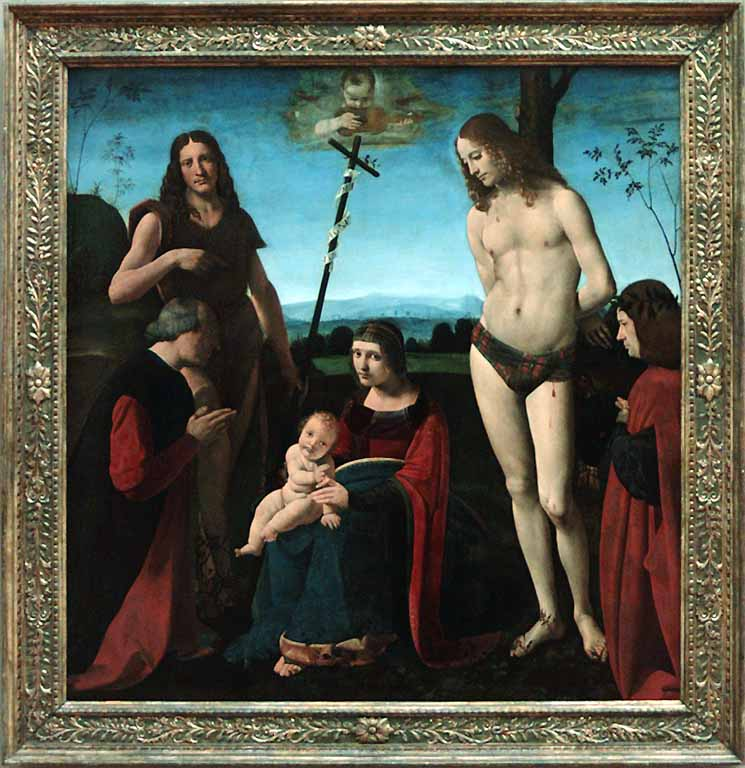
Madonna con San Juan Bautista, San Sebastián y dos donantes (Girolamo y Giacomo Casio), una sacra conversazione denominada Pala Casio, de Boltraffio (1500).